# Zeitz
Zeitz est une ville d'Allemagne, en Saxe-Anhalt. Elle est arrosée par l'Elster-Blanc.

## Histoire
| Appartenances historiques Principauté épiscopale de Naumbourg-Zeitz 968-1564 Électorat de Saxe 1564-1656 Duché de Saxe-Zeitz 1656–1718 Électorat de Saxe 1718-1806 Royaume de Saxe 1806–1815 Royaume de Prusse (Province de Saxe) 1815–1871 Empire allemand 1871–1918 République de Weimar 1918–1933 Reich allemand 1933–1945 Allemagne occupée 1945–1949 République démocratique allemande 1949–1990 Allemagne 1990–présent |

Elle fut mentionnée pour la première fois sous le nom de Cici au synode de Ravenne de 967. Entre 965 et 982, elle constitua la forteresse principale de la marche de Zeitz.
De 968 à 1028, Zeitz fut résidence épiscopale, avant que celle-ci ne soit transférée à Naumbourg, mais les évêques revinrent résider dans leur château de Zeitz à partir de la fin du XIIIe siècle.
Maurice de Saxe (1619-1681) fut fait duc de Saxe-Zeitz, et fonda cette branche cadette de la maison de Wettin. Elle s'éteignit en 1718.
Pendant la Seconde Guerre mondiale un camp de concentration annexe de celui de Buchenwald y fut installé, décrit par Imre Kertész dans Être sans destin.

## Personnalités

### Nées à Zeitz
- David Herlicius (1557-1636), poète, médecin, mathématicien et astrologue.
- Anna Magdalena Bach (1701-1760), seconde épouse de Jean-Sébastien Bach.
- Friedrich August Wilhelm von Brause (1769-1836), général.
- Clemens Denhardt (1852-1929), explorateur de l'Afrique orientale.
- Gustav Denhardt (1856-1917), explorateur de l'Afrique orientale, frère du précédent.
- Eva Rittmeister (1913-2004), résistante au nazisme

### Mortes à Zeitz
- Johann Habermann (1516-1590), théologien luthérien.

## Jumelages
La ville de Zeitz est jumelée avec :
- Darhan (Mongolie) depuis juillet 1989
- Detmold (Allemagne) depuis le 18 août 1990
- Kaliningrad (Russie) depuis le 11 août 1995
- Tosu (Japon) depuis 1998